# Szreńsk (gmina)
Pour les articles homonymes, voir Szreńsk.
Szreńsk est une gmina rurale (gmina wiejska) de la powiat de Mława, dans la Voïvodie de Mazovie, dans le centre-est de la Pologne. 
Son siège administratif (chef-lieu) est le village de Szreńsk, qui se situe environ 21 kilomètres au sud-ouest de Mława (siège de la powiat) et 107 kilomètres au nord-ouest de Varsovie (capitale de la Pologne).
La gmina couvre une superficie de 109,66 km2 pour une population de 4 537 habitants en 2006.

## Histoire
De 1975 à 1998, la gmina est attachée administrativement à la voïvodie de Ciechanów.

Depuis 1999, elle fait partie de la voïvodie de Mazovie.

## Géographie
La gmina inclut les villages et localités de : 

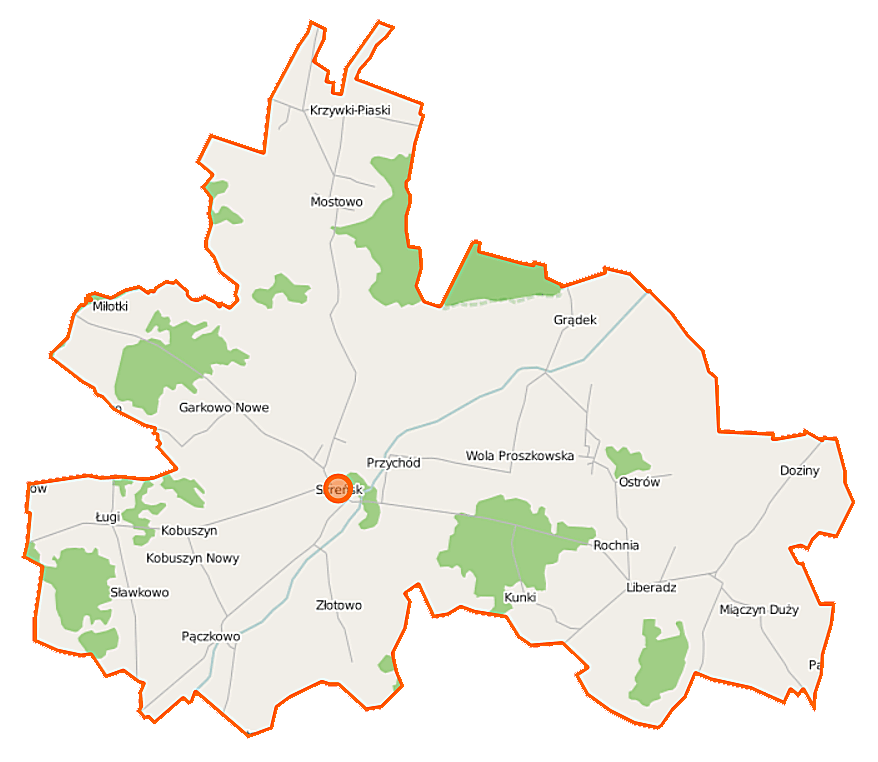
Plan de la gmina

- Bielawy
- Doziny
- Grądek
- Kobuszyn
- Krzywki-Bośki
- Krzywki-Piaski
- Kunki
- Liberadz
- Ługi
- Miączyn Duży
- Miączyn Mały
- Miłotki
- Mostowo
- Nowe Garkowo
- Ostrów
- Pączkowo
- Proszkowo
- Przychód
- Rochnia
- Sławkowo
- Stare Garkowo
- Szreńsk
- Wola Proszkowska
- Złotowo

### Gminy voisines
La gmina de Szreńsk est voisine des gminy suivantes :
- Bieżuń
- Kuczbork-Osada
- Lipowiec Kościelny
- Radzanów
- Strzegowo
- Wiśniewo
- Żuromin

## Structure du terrain
D'après les données de 2002, la superficie de la commune de Szreńsk est de 109,66 km2, répartis comme tel :
- terres agricoles : 82%
- forêts : 12%

La commune représente 9,36% de la superficie du powiat.

## Démographie
Données du 30 juin 2004 :
| Description        | Total  | Total | Femmes | Femmes | Hommes | Hommes |
| ------------------ | ------ | ----- | ------ | ------ | ------ | ------ |
| Unité              | Nombre | %     | Nombre | %      | Nombre | %      |
| Population         | 4 601  | 100   | 2 321  | 50,4   | 2 280  | 49,6   |
| Densité (hab./km²) | 42     | 42    | 21,2   | 21,2   | 20,8   | 20,8   |